# IJsseljazz
IJsseljazz is een jaarlijks jazzfestival in de Nederlandse plaats Gorssel, dat sinds 2006 elk tweede weekend in september plaatsvindt.
Het jazz- en bluesfestival heeft landelijke bekendheid gekregen en trekt zo'n 18.000 muziekliefhebbers. Vanaf diverse podia in het dorp presenteert Stichting IJsseljazz jaarlijks een keur aan artiesten van (inter)nationale bodem. Het festival is gratis toegankelijk.

## Opzet
IJsseljazz is een tweedaags festival. Het speelt zich af op de zaterdagavond en zondag. Op zaterdagavond stonden sinds 2011 talentvolle bands uit de regio geprogrammeerd. De zondag is de dag waarop de hoofdartiesten optreden.
Het festival wordt gehouden in Gorssel, midden in het dorp. Er zijn twee podia: het Marktplein is het belangrijkste podium, met de meeste ruimte voor het publiek. Hier treden jazz- en soulbands op. Parallel aan het programma op het Marktplein vinden op het Nijverheidsplein optredens van bluesrock bands plaats. Het podium op het Nijverheidsplein is kleiner dan het podium op het Marktplein en heeft minder ruimte voor publiek.

## Geschiedenis
In 2005 werd het fundament gelegd voor wat een jaar later IJsseljazz zou gaan heten. Er werd een overeenkomst gesloten met de bekende saxofonist Hans Dulfer om een anderhalf uur durend concert op het hernieuwde Marktplein aan de Hoofdstraat te geven. Een onverwacht grote opkomst en vele positieve reacties bracht enthousiasme onder een aantal ondernemers. Met het idee dat een jazzevenement goed bij het dorp Gorssel zou kunnen passen, werd nagedacht over een structureel jazzfestival.
In 2006 vond op 11 september de eerste editie van IJsseljazz plaats. Hoogtepunten van deze dag waren de saxofoon battle met Hans Dulfer, Wouter Kiers, Ruud de Vries en Boris van der Lek en een optreden van Boris, die kort daarvoor Idols gewonnen had. De eerste editie werd bezocht door circa 3.000 bezoekers. De organisatie besloot daarop dat IJsseljazz moest blijven.
Om het festival verder te professionaliseren richtte de organisatie in 2007 Stichting IJsseljazz op. Een dagelijks bestuur en diverse commissies gingen aan het werk: sponsors werden benaderd en geworven, infrastructuur werd geoptimaliseerd en meerdere artiesten met naam werden gecontracteerd. Het onafhankelijke festival wordt tot op heden georganiseerd door vrijwilligers en mogelijk gemaakt met sponsorgelden. In 2007 speelden onder andere op IJsseljazz: Hans & Candy Dulfer, The Jazzinvaders, Kim Hoorweg en The Bigband Straight Ahead. Het resulteerde in een groei van het aantal bezoekers: circa 7.000 muziekliefhebbers bezochten IJsseljazz in 2007.
Aangezien Stichting IJsseljazz zich tot doel had gesteld van het festival in drie jaar tijd een muziekfestival van belang te maken, zou 2008 het jaar van de waarheid worden. De begroting ging omhoog, voorzieningen werden verbeterd, de "IJsseljazz-horecamunt" werd geïntroduceerd en meer artiesten met naam werden gecontracteerd. Wouter Hamel, het Rosenberg Trio, Jan Akkerman en Candy Dulfer traden er op.
In 2011 werd het evenement uitgebreid met de Noabers Night op zaterdagavond. Aan de vooravond van het hoofdprogramma verzorgt Stichting IJsseljazz op het podium aan het Nijverheidsplein een programma speciaal voor dorpsgenoten en belangstellenden. In 2015, bij het tienjarig jubileum van IJsseljazz, werd de zaterdagavond gevuld met Gorssel Huilt. Voor IJsseljazz ontstond, was Gorssel Huilt een jaarlijks festival in het dorp. Dorpsbewoners oefenden ruim een half jaar met een band een levenslied, dat op het festival werd opgevoerd. Een professionele jury koos de beste artiest. Gorssel Huilt stopte vlak voor IJsseljazz begon. Het tienjarig jubileum van IJsseljazz was voor de organisatie aanleiding het levensliedfestival met de originele bezetting opnieuw te organiseren. Wegens succes werd het festival geprolongeerd bij de volgende editie van IJsseljazz.